# Isla Gezira
La isla Gezira (del árabe: الجزيرة ‘al-Ǧazīra’) está localizada en el río Nilo, en el centro de El Cairo. Gezira es conocida por su distrito residencial de Zamalek al norte y el Barrio de Gezira al sur.

## Historia de la isla
Se trata de una isla generada por tierras de aluvión en el siglo XIV. Su nombre en árabe significa «península». Permaneció deshabitada hasta 1830, cuando Mehmet Alí mandó construir un palacio en la zona norte.
El primero en popularizar la isla en los nuevos tiempos fue Ismail Pachá, que en 1869 levantó un espléndido palacio de verano. La leyenda dice que fue diseñado para 3 de las 14 mujeres del harén, pero en realidad, el palacio fue construido ante todo para los huéspedes que asistieron a la ceremonia de apertura del canal de Suez, entre ellos la emperatriz Eugenia de Montijo y su esposo, Napoleón III. Posteriormente algunas familias acomodadas de El Cairo edificaron alojamientos en la isla. En la segunda mitad del siglo XIX se convirtió en una de las más prestigiosas zonas de la ciudad.
Con la independencia de Egipto (1922) y, especialmente, con la proclamación de la República (1953), se construyeron prestigiosos barrios residenciales y se trasladaron numerosas embajadas de países extranjeros.
En la actualidad, el terreno en Gezira es el más caro en la capital egipcia, y vivir en una zona residencial de Zamalek es solo posible con una economía saneada.

## Lugares de interés
Entre los lugares de interés de la isla se encuentran:
- La Torre de El Cairo, de la televisión Kayiry, 187 metros de altura.
- El Club Deportivo Gezira en inglés: Gezira Sporting Club, fundado en 1882.
- La Casa de la Ópera de El Cairo, construida con capital japonés y sede de una de las más importantes orquestas de Egipto.
- El Palacio de Ismail Pachá (1869), complejo magnífico de estilo ecléctico arabesco europeo, rodeado de jardines, edificio central del Hotel Marriott El Cairo, entre otros.
- El Museo de Cerámica Islámica, fundado en 1998, en el antiguo palacio del príncipe Ibrahim, contiene una de las más grandes colecciones de cerámica, con productos procedentes de países islámicos desde Marruecos hasta Irán.
- El Museo Egipcio de Arte Moderno. En el mismo recinto de la Ópera, con acceso directo desde el Metro.
- El Museo Mahmud Mujtar, museo de los mausoleos de personalidades de Egipto realizados por el escultor Mahmud Mujtar, y en el mismo edificio: Museo de la civilización egipcia, el Museo de Gezira (la exposición incluye objetos de la familia real) y  planetario.
- El Acuario de El Cairo.
- numerosas embajadas, como las de España, Libia, Brasil, Argelia, Rumanía, Polonia, la de Canadá que fue anteriormente la residencia de la reina Farida 1948-58, tras su divorcio del rey Farouk.
- La sede de la Universidad Americana de El Cairo.
- La Facultad de Bellas Artes de El Cairo.

## Galería

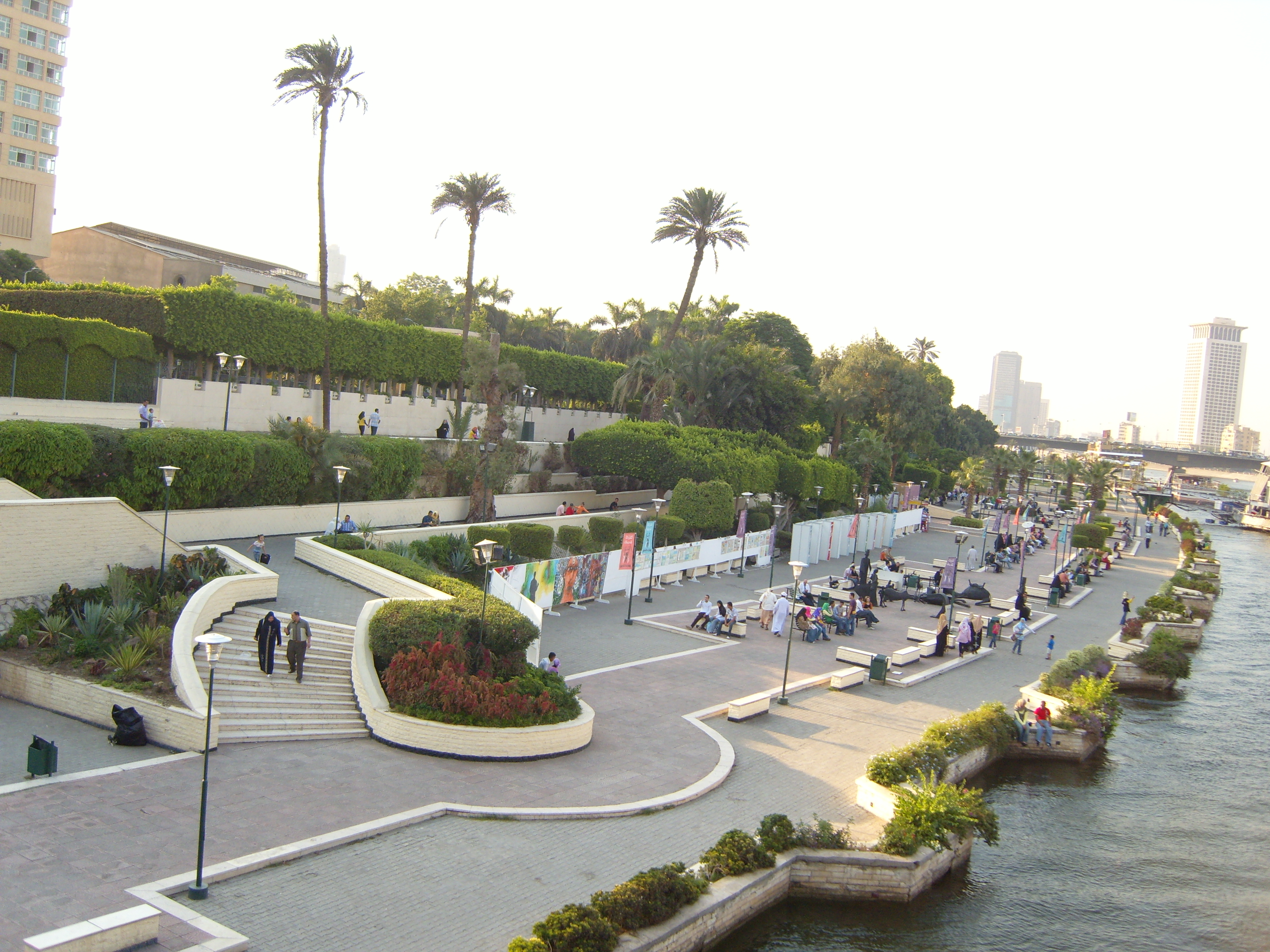
Paseo a la orilla del río en Gezira
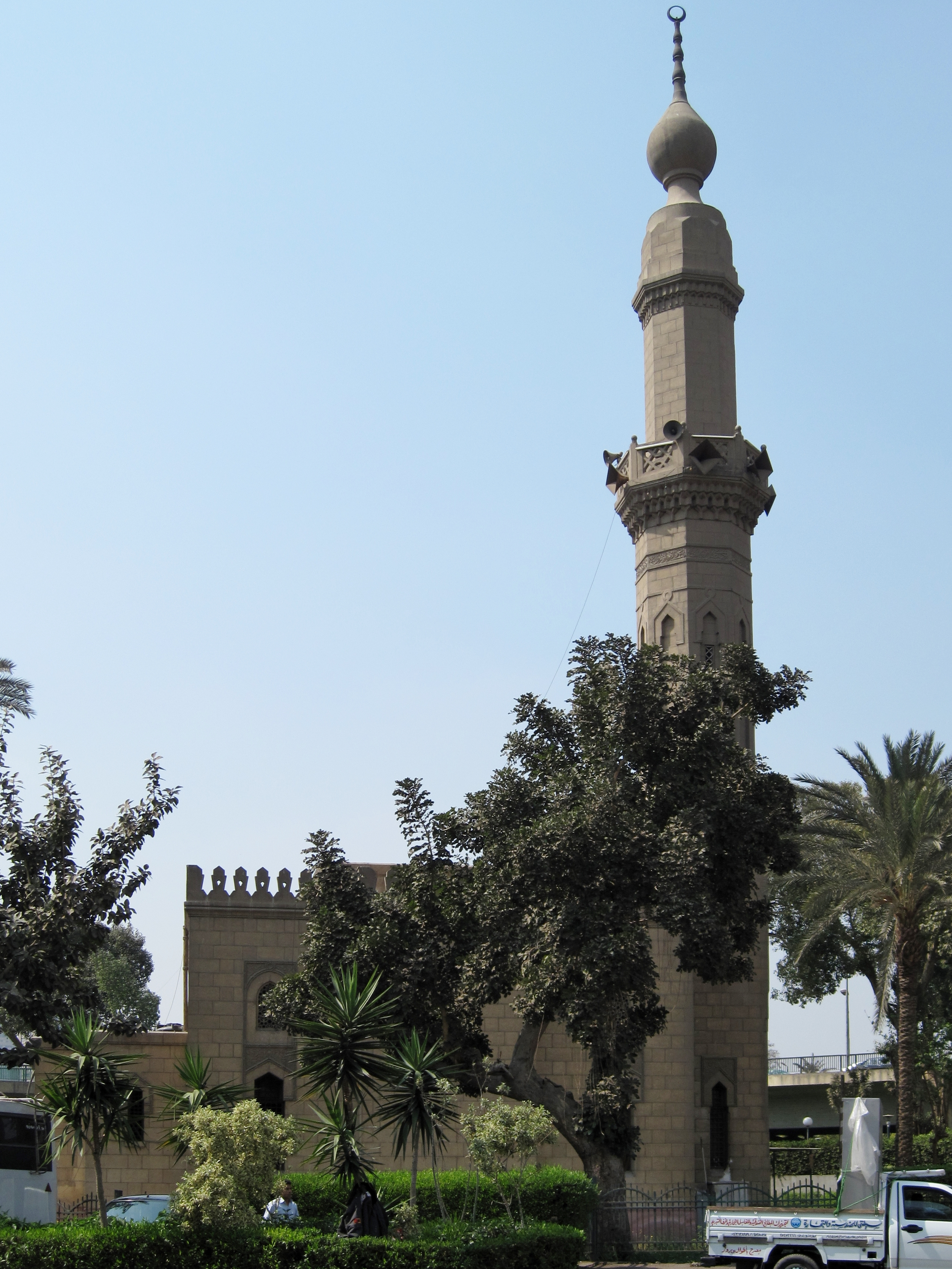
Mezquita de Gezira junto al puente del 6 de Octubre en la isla
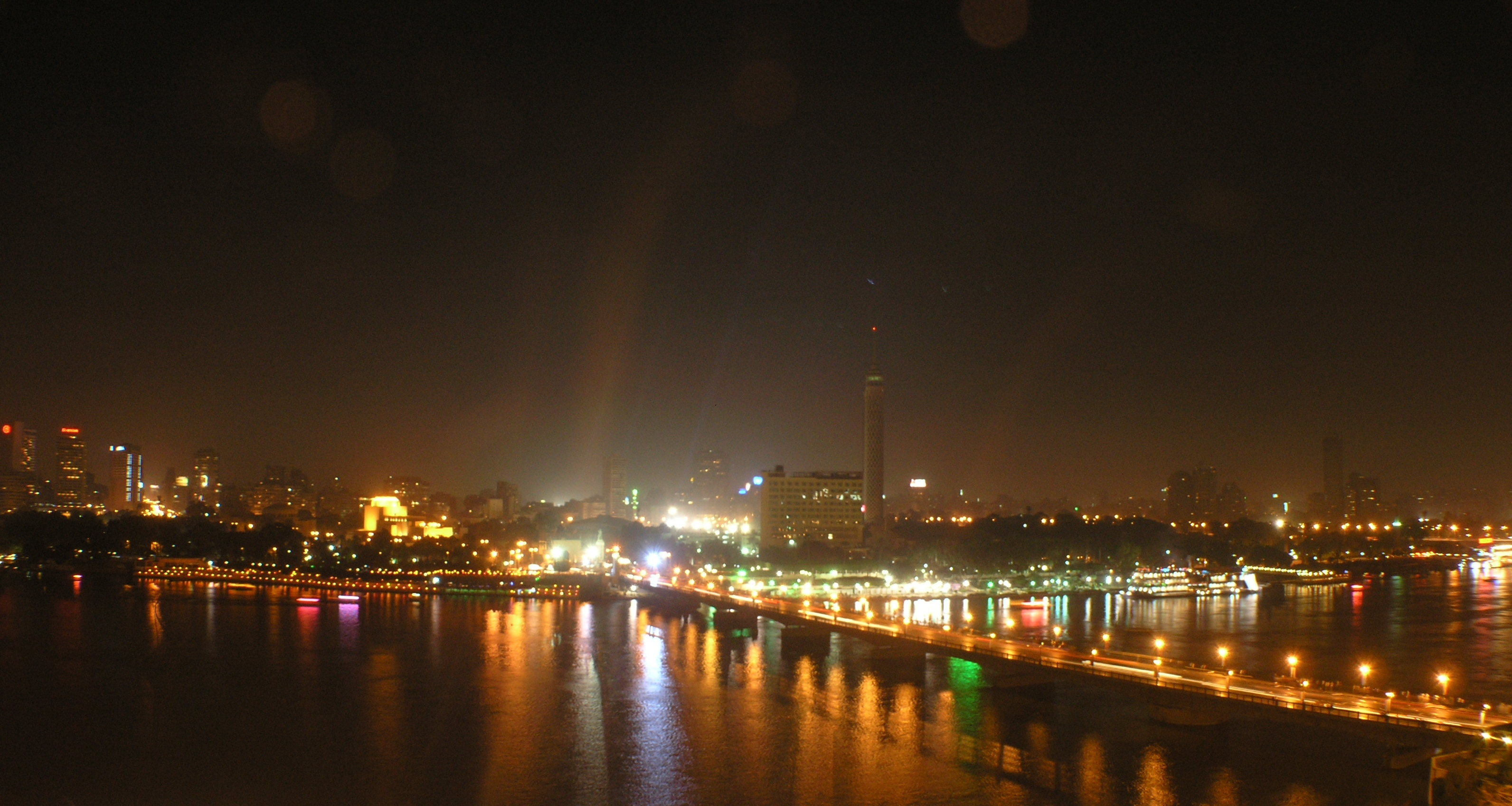
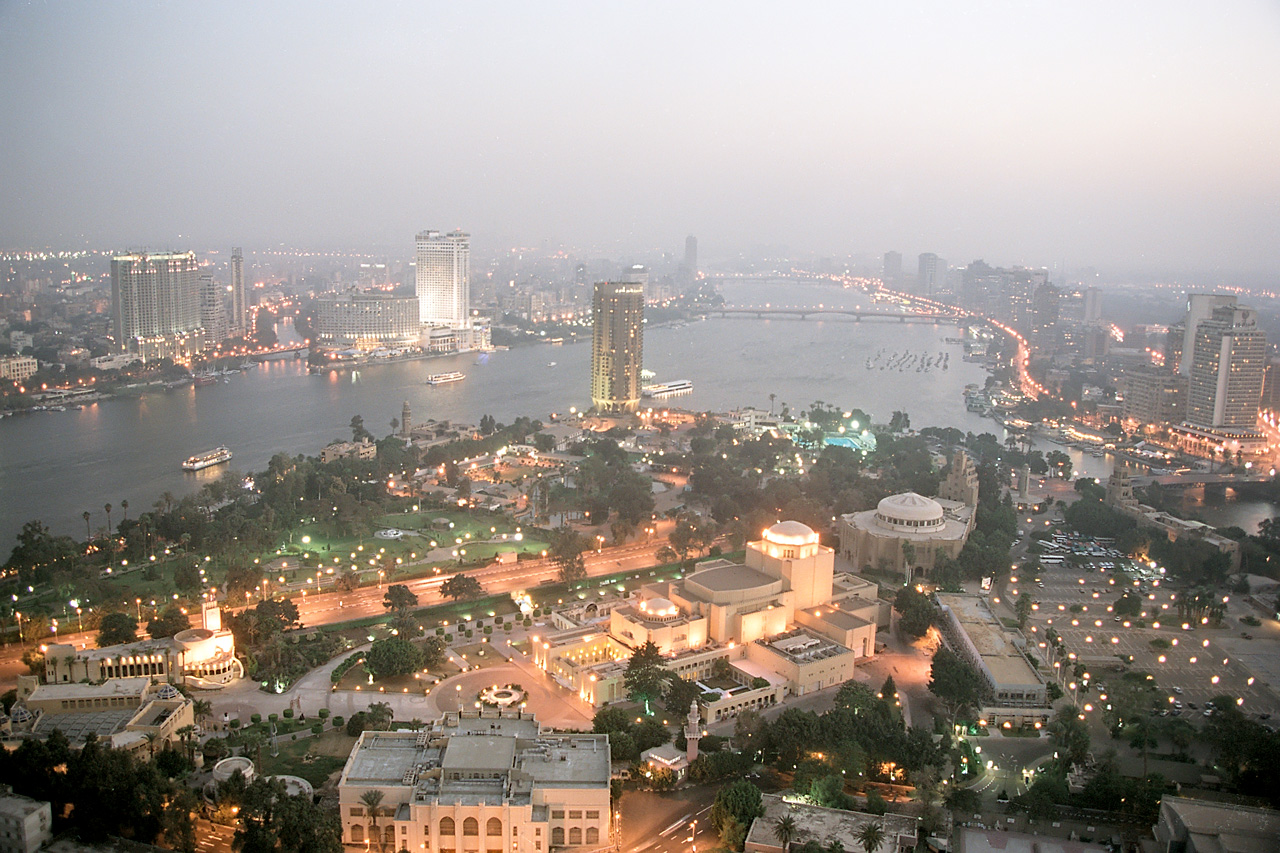
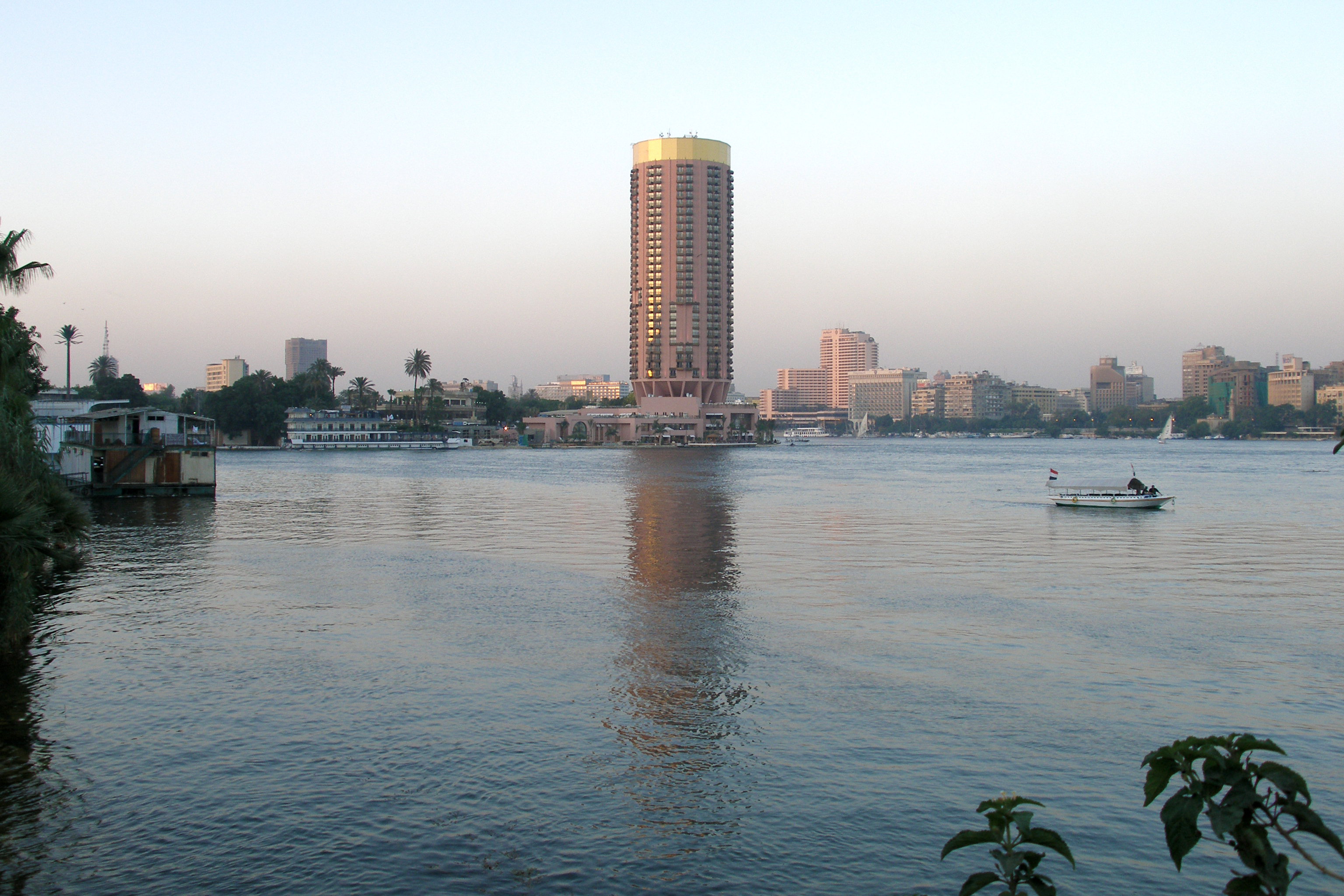

## Transporte público
- Metro de El Cairo  Línea 2  - Gezira (Ópera)